# Гожули
Гожули́ (початково — Годжули, Гуджули) — село в Україні, у Полтавській міській громаді Полтавського району Полтавської області. Населення становить 3951 осіб. До 2020 орган місцевого самоврядування — Гожулівська сільська рада.

## Географія
Село Гожули примикає до міста Полтава та села Шостаки. По селу протікає пересихаючий струмок з загатами. Поруч проходить залізниця, станція Платформа 311 км.

## Історія
Історик Лазаревський вважає, що це поселення виникло на початку другої половини XVII століття і було власністю полтавського полковника Дем'яна Гуджеля. Спочатку це був невеличкий хутірець, що примостився поблизу урочища Вовківка, пан полковник любив сюди приїздити в супроводі молодих джур, щоб якусь годинку перепочити від військових і господарських справ. На свята в хуторі збиралися полкові урядовці повеселитися, випити меду-горілки, влаштувати полювання на вовків чи кабанів, яких тут водилося чимало.
До того ж із давніх-давен, тут сформувався центр села. Мізерію відомостей маємо й про господаря хутора. Можна тільки здогадуватися, що Дем'ян Гуджель (його також називають Гудзель, Годзоль і, навіть, Гуджоль) походив із козацького роду. За часів гетьмана Богдана Хмельницького він, певне, вибився у полкову старшину. Після смерті Хмеля серед козацької верхівки розгорілася смертельна боротьба за гетьманську булаву.
Нестабільність тодішньої гетьманської влади відгукувалася колотнечею у полкових рядах. Полтавський козацький полк опинився у центрі драматичних подій.
Боротьба за гетьманство ніяк не вщухала. Тож і на місцях не було миру та злагоди. Федір Іванович Жученко не пробув на посаді й двох років, як у травні 1661 року його скинули й обрали Дем'яна Гуджоля. Та полковницьке тасування тривало. Згодом на чолі полку опинився прибічник гетьмана Брюховецького запорожець Сава Омельницький, а потім полковницьку владу тримали Григорій Витязенко, Костянтин Кублицький.
Зрештою все повторилося: знову обрали Гаркушу, потім Жученка і нарешті Дем'яна Гуджеля.
Виборюючи полковницький пернач, козацька старшина не ловила гав, а прихоплювала зайві шматки родючого ґрунту, лісу, зручні місця біля річки, щоб поставити водяний млин, обзавестися винокурнею, добрячою пасікою, виклопотати «на ранг» у гетьмана село чи «хутір».
Так і виник гарний полковницький хутір поблизу Полтави. Ніяких відомостей про те, як довго ним володів, і як склалося подальше життя-буття Дем'яна, розшукати не вдалося. Певно, що з якихось причин право на це поселення господар швидко втратив.
Документи ревізій полтавського полку датовані січнем 1718 року за вказівкою гетьмана Скоропадського, це підтверджують. Там записано, що село Годжули (як бачимо хутір уже «підріс»), розташоване на терені другої полтавської полкової сотні пана Григорія Буцького та його брата Матвія. На осавула працювали 20 тяглових і 22 піших душі. Матвій Буцький мав дещо менше підданих — 19 тяглових і 9 піших. Як бачимо, у матеріалах ревізії ніякої згадки про Гуджелів. А ще з документа дізнаємося, що в селі жили люди, які обслуговували полтавську ратушу: 16 з тяглом іф 20 піших.
Отож, Годжули на ту пору були не дуже людними. Та й дивуватися не слід. Козацькому селу, як і багатьом іншим поселенням полтавського краю, випало пережити страшне лихоліття.
Шведські і російські війська, які зводили свої рахунки на цій страждальній землі, полишали по собі руїни.
Наступного року після вирішальної баталії накотилася жахлива біда — епідемія чуми, яка мов косою, спустошила околиці Полтави.
Потім були ряд недорідних років, навала сарани, після якої зелені ниви стали чорними.
Спливали роки, і життя потрохи входило у одвічну колію. Знову оживали села, хутори, містечка. Із документа останньої чверті XVIII століття дізнаємося, що Годжули, які тепер трансформувалися у милозвучне Гожули, були у власності полкового писаря Яновича і майора Козельського.
На ту пору, а можливо дещо раніше, у селі була зведена Христоріздвяна церква.
На допомогу прийшов місцевий поміщик Федір Янович, який за два роки на свої кошти спорудив новий дерев'яний храм . Як не дивно, а й ця церква згоріла у 1884 році. Довелося гожулянам будувати її втретє. Як і попередні, вона була дерев'яною, на цегляному фундаменті, мала два престоли. Збереглися відомості, про священиків парафії. Першим із них був Григорій Величковський, потім Григорій Михайлов. Із клірової книги Полтавської єпархії дізнаємося, що в Гожулах храм і дзвіниця дерев'яні, при Божому домі діють церковна бібліотека й школа грамотності. До гожулівського приходу входять, окрім села, ще й два хутори — Андріївка і Полузір'є. Церкві належало 15 десятин землі.
Про неповторність гожулянської садиби Єлизавети Милорадович згадує в одному із своїх листів російський композитор Модест Мусоргський, котрий на початку літа 1879 року гостював тут разом із талановитою солісткою петербурзького Маріїнського театру Дарією Лановою. «У маєтку Милорадовичів, — писав він,- ми були зачаровані тонкою красою місцевості, розкішним партером, рожевими акаціями (саме в цвіту) і чарівною господинею». Мусоргський, добре розбираючись у людях, характеризує її такими словами: «Серйозно освічена, любляча, європейка до кінчиків нігтя спокійна, витончена, розумниця». Вона була щирою українкою, гаряче любила полтавський край і зробила чимало добрих справ.
Наприкінці 50-х років XIX громадських засадах створила разом з іншими дворянами перші недільні школи для хлопчиків і дівчаток із незаможних родин.
На свої кошти надрукувала в Полтаві підручник «Українські правописи», що їх підготував чиновник губернського правління Олександр Кониський.
На жаль, панські маєтки, багаті економії, оригінальні будівлі, вікові храми в період революційного бурелому 1917—1920 рр. були пограбовані, зруйновані, перетворені на купи цегли й попелу. Не обминула гірка доля і гожулянську садибу Милорадовичів. Не стало ні красивого будинку, ні садка, ні ставка. Помарніло село під час суцільнох колективізації та Голодомору. А незадовго до революції тут налічувалося 288 селянських дворів, кілька вітряків, два шинки, крамниця і чепурні будиночки школи.
В 1930 році в селі було створено колгосп «Вперед», який об'єднав 150 дворів. До села Андріївка приєднано село Полузір'я, а потім хутір Падалки, де було 12 дворів.
Після закінчення Німецько-радянської війни на території Гожулівської сільськох ради існувало 4-и колгоспи: «Більшовик», «ХТЗ», «Чкалова», «Вперед». У 1965 році всі ці колгоспи об'єднали в один колгосп ім. Кірова. Першим головою колгоспу була жінка К. В. Городчаніна, у цьому ж році с. Полузір'я перейменовано в село Зорівка.
12 червня 2020 року, відповідно до розпорядження Кабінету Міністрів України № 721-р «Про визначення адміністративних центрів та затвердження територій територіальних громад Полтавської області», село увійшло до складу Полтавської міської громади.
19 липня 2020 року, в результаті адміністративно — територіальної реформи та ліквідації Полтавського району (1925—2020), село увійшло до складу новоутвореного Полтавського району.

## Економіка
- Гожульська біофабрика.
- ПСП «Сад».

## Об'єкти соціальної сфери
- Гожулівський НВК.
- Будинок культури.

## Відомі люди
- Геннадій Біліченко (1972—2014) — офіцер Альфи, який загинув при виконанні своїх бойових обов'язків.